# Simulium lutzianum
Simulium lutzianum är en tvåvingeart som beskrevs av Pinto 1932. Simulium lutzianum ingår i släktet Simulium och familjen knott. Inga underarter finns listade i Catalogue of Life.